# Acalypha carrascoana
Acalypha carrascoana är en törelväxtart som beskrevs av Cardiel. Acalypha carrascoana ingår i släktet akalyfor, och familjen törelväxter. Inga underarter finns listade i Catalogue of Life.